# Жолдаки
Жолдаки́ — станове козацьке село в Україні, у Попівській сільській громаді Конотопського району Сумської області. Населення становить 149 осіб. До 2020 орган місцевого самоврядування — Кузьківська сільська рада.

## Географія
Село Жолдаки знаходиться на лівому березі річки Сейм, вище за течією на відстані 6 км розташоване село Новомутин, на протилежному березі — село Заболотове. Річка в цьому місці звивиста, утворює лимани, стариці та заболочені озера. До села примикає великий лісовий масив (дуб, осика, сосна).

## Назва
За Польщі żоłdak — це назва найманого вояка, що отримував żоłd, тобто платню.

## Історія
Засноване 1721.
При гетьмані Івані Скоропадському служилі жолдаки (жолнери) попросили у гетьмана біля урочища Стара на березі Сейму землю для поселення своїх сімей. Так і виникло село Жолдаки. 1726, після ревізії власностей покійного гетьмана Івана Мазепи, населення Жолдаків приписане до «Батуринського присуду». А 1729 село було вже настільки значним, що в ньому побудували церкву.
Кріпосне московське право на село Жолдаки не поширилося, бо тут мешкали заможні станові козаки. В кінці XIX і на початку XX століття основні маси орної землі, ліси, луки зосередилися в їхніх руках. Це були козаки А. Лелека, І. Максименко, І. Ткаченко, родина Каліфських та інші. Кожен з них мав по 25-30 десятин землі. І. Качура володів 70 десятинами. Малоземельні та безземельні селяни змушені були йти в найми або до поміщика Терещенка. Деякі селяни виїжджали на Далекий Схід або на Кубань.
1917 село визнало владу УНР, згодом — Української держави Гетьмана Павла Скоропадського. 1919 окуповано по черзі російськими комуністами та монархістами. Стабільний окупаційний режим московських більшовиків встановлено 1921.

### Комуністичні Голодомори
Колективізація в Жолдаках розпочалася в 1930 році. На місці пограбованої комуністами садиби козака І. Ткаченка окупанти створили колгосп, у який зігнали місцевих селян. У 1931 комуністи сколотили ще два колгоспи: «Третій вирішальний» та «Червоний Перекоп». Після цього почали терор голодом, від якого гинули переважно старі та діти. У вересні 1941 сталіністи, які організували Голодомор, утекли із села, а через 2 роки у вересні 1943 року вони знову прийшли сюди. 1946 року в селі знову організовано голод, яким убивали або упокорювали членів родин солдатів, насильно загнаних у сталінську армію.
1959 жолдаківський колгосп було приєднано до колгоспу «Україна» (центральна садиба — с. Кузьки).

## Сьогодення
На території села діє будинок відпочинку, зведений силами каторжних працівників під час Голодомору 1933 року. Також літній табір для відпочинку школярів.

## Пам'ятки

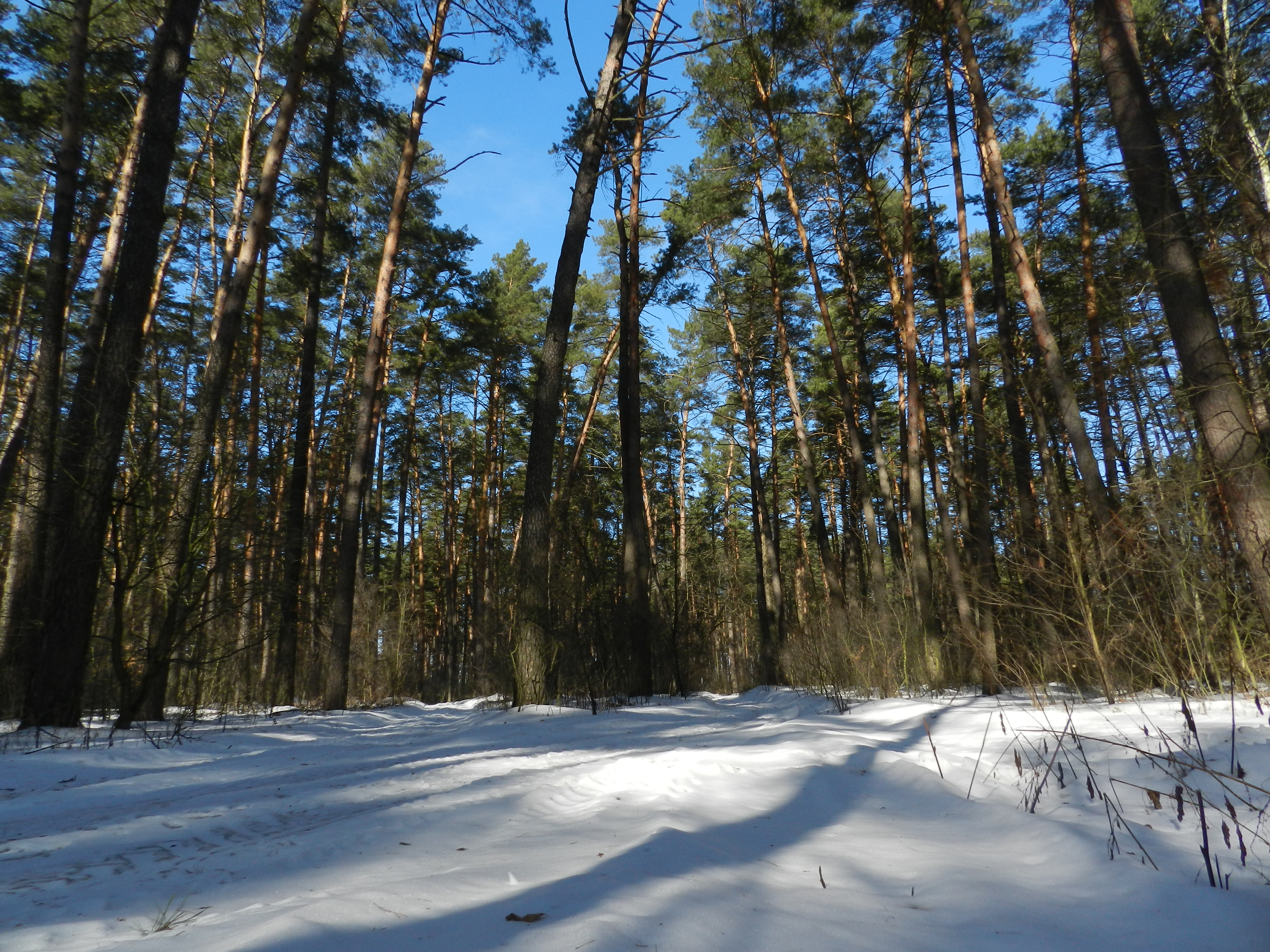
Ботанічний заказник місцевого значення «Мутинський»

- На південний схід від с. Жолдаки та на захід від с. Прилужжя знаходиться ботанічний заказник місцевого значення «Мутинський». Територія заказника займає кілька лісових кварталів Ново-Мутинського лісництва Конотопського лісгоспу загальною площею 348 га. Це дві територіально роз'єднані лісові ділянки, розміщені на терасі Сейму. Добре збережена і різноманітна ділянка з дуже багатим рослинним і тваринним світом. Заказник входить до складу Сеймського РЛП.

## Відомі люди
- Дзюба Дмитро Володимирович (1982 — 2022) — солдат Збройних сил України, учасник російсько-української війни.
- Гурський Яків Пантелеймонович — мовознавець. Дійсний член НТШ (1982).